# Baetodes spiniferum
Baetodes spiniferum is een haft uit de familie Baetidae. De wetenschappelijke naam van de soort is voor het eerst geldig gepubliceerd in 1943 door Traver.
De soort komt voor in het Neotropisch gebied.